# Alma Theon
Alma Theon (1843–1908), nascida Mary Chrystine Woodroffe Ware (ou Miriam Lin Woodroffe), foi uma ocultista e clarividente e mulher de Max Théon.
De acordo com´Max Théon, Alma, sua mulher, era a força motriz por trás do Movimento Cósmico por ele ensinado. Nos Trabalhos selecionados e em referências no The Agenda, The Mother (Mira Alfassa) descreve Madame Theon como uma extraordinária mulher com grandes poderes e refere experiências miraculosos em Tremecém na Argélia, onde ela (Mirra) esteve para aprender ocultismo sob a tutelagem dos Theons.

## Ligações extrernas
- Alma Theon